# Doudlebští z Doudleb
Doudlebští z Doudleb, případně vladykové z Doudleb, byl český šlechtický rod, který od konce 13. století ovládal stejnojmenné bývalé přemyslovské hradiště ležící na staré freistadtské kupecké stezce. Ve znaku nosili muže tasícího meč, stejný symbol je od konce 20. století používán jako znak obce Doudleby. Rod vymřel v 19. století, kromě Doudlebských z Doudleb existuje ještě rod Daublebských ze Sternecku, který však není s původním rodem nijak spřízněný.
Zakladatelem rodu vladyků z Doudleb byl rytíř Čeněk z Cipína, který získal Doudleby do dědičného držení v roce 1291. Rod se ve 14. století rozvětvil a měl v držení množství okolních vsí (Straňany, Nedabyle, Perné, Hůrku, Strážkovice). Jindřich z Doudleb byl členem družiny Matěje vůdce, spolu s Janem Žižkou vyhlásil nepřátelství Jindřichovi z Rožmberka a přepadal budějovické kupce. Jeho příbuzný Petr Svatomír Doudlebský z Hůrky působil na přelomu 14. a 15. století ve službách krále Václava IV. jako panoš a vlastnil dům v Praze. Prameny se o něm zmiňují v roce 1400, kdy se přičiněním krále Václava smířil s Rožmberky. Posledním členem hlavní linie rodu byl Petr Doudlebský z Doudleb, který byl hejtmanem, později dokonce regentem všech rožmberských statků a osobně se účastnil bojů proti Turkům v roce 1533, zemřel v roce 1550 bez potomků a svůj majetek odkázal na půl Rožmberkům a na půl svým strýcům. Zchudlé vedlejší větve pak přežívaly jako drobní šlechtici na Táborsku a Sedlčansku (Nadějkov, Chyšky, Petrovice) a vymřely v 19. století.